# جان شوفالييه
جان شوفالييه (بالفرنسية: Jean Chevalier)‏ هو فيلسوف وكاتب فرنسي، ولد في 27 ديسمبر 1906، وتوفي في 6 فبراير 1993.